# Mauritz Cramær
Johan Mauritz Cramær, fram till 1840 Palmlund, född 9 april 1818 i Visby domkyrkoförsamling, Gotlands län, död 10 november 1848 i Stockholms stad, var en svensk journalist, dramatiker och sångtextförfattare.

## Biografi
Johan Mauritz Cramær var son till bagaren Bror Vilhelm Palmlund i Visby. Han gick i skola där, konfirmerades 1832 i Gothems kyrka och arbetade därefter i fem år som handelsbetjänt hos handlaren Reineke i Katthammarsvik. 
1837 flyttade Cramær till Stockholm där han erhöll tjänst hos greve T. Piper på Sturehov och därefter hos grosshandlaren Carl Fredrik Liljevalch. 1838 blev handelsbokhållare hos skrädderifirman Karl Johan Lundberg och Lars Lundqvist vid Järntorget där han dock 1839 anklagades för stöld av varor och bristande bokföring. Han häktades men frikändes helt i rätten. Händelsen kom dock att få honom intresserad för journalistiken och 1839-1844 var han medarbetare i Svenska biet. 1844 var han medarbetare i Den konstitutionelle, redigerade 1845 Söndagsbladet och var även kåsör i Stockholms Figaro och Aftonbladet under pseudonymen Caprice. Han första självständiga skrift var en anonymt utgiven pamflett med titeln Helgonens bedrifter (1843), ett försvar för Nils Ignell.
Samtidigt fortsatte han som skrivare och var extraordinarie kammarskrivare och handelsbokhållare hos kryddkrämhandlaren F. Rosenström. 
Sin främsta litterära verksamhet utövade dock Cramaer som dramatiker. 1846 uppfördes hans pjäs Femhundra riksdaler banko på Mindre teatern, pjäsen var en vidarearbetning av ett motiv han skildrat i en artikel i Söndagsbladet. Inte minst genom Edvard Stjernströms insatser i huvudrollen blev pjäsen mycket uppskattad och höll sig länge kvar på spellistan. 1853 framfördes även en bearbetning på norska. I pjäsen ingick bland annat den populära lovsången till kaffet, Den bästa av alla jordiska drycker. Efter att 1847 ha framträtt med fyra nya uppsättningar för Mindre teatern, bland annat en nyårsrevy och även bidragit med visor till några andra författare vann han 1848 sin största framgång men lustspelet Symamsellerna. Pjäsen kom att ges tjugofem föreställningar på raken på Djurgårdsteatern, någonting då ganska ovanligt. 
Ett urval hans dikter utgavs 1885 av Birger Schöldström under titeln En återuppstånden skämtare. Camera-obscura-bilder från 1840-talets Stockholm.  Cramær bearbetade även Emilie Flygare-Carléns roman Rosen på tistelön och gav den dramatisk form som Brottslingarne (1843). 
Cramær torde vara mest känd för texten till Kaffevisa, även känd som Kaffetåren den bästa är. Denna mycket vanliga visor förekommer bland annat i filmen så som Vi som går köksvägen, Svenska bilder och i Värmlänningarna från 1932.  
Cramaer stod även själv på scenen; mantalslängden 1843 anger honom som skådespelare vid Nya teatern (Mindre teatern). Någon större framgång lär han dock inte haft på scenen. Han skall även 1844 ha varit verksam som grosshandlare.
1885 utgavs hans efterlämnade arbeten med en biografi under titeln En återuppstånden skämtare av Birger Schöldström.